# Синюк Сергій Ярославович
Сергі́й Яросла́вович Синю́к (16 березня 1975, м. Шумськ, Україна) — український прозаїк, поет, літературознавець, краєзнавець та журналіст. Член Національної спілки письменників України (2002) та Національної спілки журналістів України (2007), а також Національної спілки краєзнавців.

## Життєпис
Сергій Ярославович Синюк народився 16 березня 1975 року в місті Шумську Тернопільської області, тодішня Українська РСР, нині Україна.
У 1998 році С. Я. Синюк закінчив Рівненського державного інституту культури (бібліотечний факультет), а у 2011 році — аспірантуру при Рівненському державному гуманітарному університеті. Після цього С. Я. Синюк працював у Шумському краєзнавчому музеї та центральній районній бібліотеці на посаді завідувача відділу обслуговування. З 2006 до 2010 року працював завідувачем сектору зв'язків із громадськими організаціями, ЗМІ та з питань внутрішньої політики апарату Шумської районної державної адміністрації. З 2010 року — на журналістській та редакторській роботі.

## Творчий доробок
Романи
- «Дорога до джерела» (2006)
- «Кладка над прірвою» (2008)
- «Де скарб твій» (2014, у співавторстві з Марією Лавренюк)
- «Обруч» (2018)
- «Падь» (2019)
- "Слоза Сирина" (2021, у співавторстві з Марією Лавренюк)

Повісті
- «Медовий місяць Лариси К», (2005)
- «Підміна» (2002)
- «Формула для фюрера» (2005, авторське означення жанру - мікророман)
- «Точки дотику» (2016) — краєзнавчі кіноповісті
- "Волинь, 1920: пошесть" (2024, у співавторстві з Олесею Тивонюк)

Посібники
- «Тисячоліття Волинської книжності» (2016) — літературознавчі лекції
- «Літературна кухня або порадник прозаїка-початківця» (2017) — посібник
- «Дванадцять лекцій про фундук»[1] (2017)
- «Улас Самчук: ескізи до творчого портрета» (2018)

Збірки віршів
- «Ескізи» (1998)
- «Шукай, або мовчи» (2007)

Окремі твори перекладені польською мовою.

## Нагороди та відзнаки
- Ювілейна медаль «20 років незалежності України»
- Міжнародна літературна премія імені Уласа Самчука (2006)
- Літературна премія імені Степана Будного (2000)
- спеціальна відзнака за кращий історико-патріотичний твір у номінації «Кіносценарії» конкурсу «Коронація слова» 2020 року (спільно з Олесею Тивонюк за сценарій «Пошесть»).
- Книжка "Tysiąc bochenków. Zapiski z zaplecza wojny" написана у співавторстві з Кшиштофом Петеком визнана книжкою року у жанрі "Література факту" у плебісциті порталу Granice.pl (2022).